# Caio Clódio Licino
Caio Clódio Licino (em latim: Gaius Clodius Licinus) foi um escritor e senador romano nomeado cônsul sufecto em 4 d.C. com Cneu Sêncio Saturnino. Nascido na gente plebeia Clódia, nada se sabe sobre seus pais. Licino foi um aliado de Otaviano, mas não teve um papel significativo na política romana. Era conhecido por seu patrocínio a poetas, escritores e estudiosos da época, incluindo Higino. 

## Obra
Aparentemente Licino é a mesma pessoa que o historiador Clódio Licino, autor da "Crônica" mencionada por Plutarco e da qual nada além de umas poucas passagens sobreviveu. Ela cobria a história de Roma de 390 a.C., depois do saque de Roma pelo gauleses, até a época de Augusto. Ela se baseou em Lívio e Apiano segundo Suetônio.